# Джіа Хан
Джіа Хан (при нар. Нафіса Різві Хан, укр. Nafisa Rizvi Khan; нар. 20 лютого 1988 — пом. 3 червня 2013) — індійська акторка та співачка. Протягом кар'єри їй вдалося зняти лише 3 фільми, два з яких заробили понад 1 мільярд рупій у прокаті. За свою першу роль вона була висунута на премію Filmfare Award за найкращий жіночий дебют. Померла за непрояснених обставин у віці 25 років після конфліктів з бойфрендом, актором Сораджем Панчолі.

## Дитинство
Джіа Хан народилася в мусульманській родині в Нью-Йорку, США. Вона була дочкою Алі Різві Хана, американського бізнесмена індійського походження, та Рабії Амін, актриси в ролі хінді в кіно 1980-х років з Агри, Уттар Прадеш.
Коли Джіа було два роки, батько покинув сім'ю і більше не повернувся. Надалі вона сказала: «Чоловіка, який покинув дочку, коли їй було два, слід привселюдно повісити». Її тітка по батьковій лінії була пакистанською актрисою Сангі (рід Парвін Різві) і Кавеет (роду Nasreen Різві). Хан виросла у Лондоні, де вона закінчила рівень Edexcel O та A рівень із п'ятьма п'ятірками, перш ніж переїхати до Мумбаї, щоб продовжити кар'єру в Боллівуді. У неї є дві молодші сестри Кавіта та Карішма. Вона була рішуче налаштованою на кар'єру в Боллівуді після перегляду Рам Гопал Верма «Колишній протеже s Матондкар» та фільму Rangeela у віці шести років. Джіа Хан навчалась в Театральному кіноінституті Лі Страсберга на Мангеттені, але вона залишила навчання, отримавши пропозицію зйомок у кіно. Вона вивчила різні форми танцю, включно з танцем живота, кат-гаком, ламбадою, джазом, самбою та регі.

## Кар'єра
У 2004, у 16 років, Хан мала зіграти в Тумсі Мукеш Бхатта Нахін Деха, але задум був скасований, коли і вона, і режисер дійшли до висновку, що роль для неї занадто важка; її негайно замінила Діа Мірза.
Три роки згодом, у 2007 році, вісімнадцятирічна, Хан дебютувала в Рам Гопал Верма у спірному романтичному трилері Nishabd у ролі Цзя, де вона зіграла з Амитабхом Баччаном. Попри провокаційний характер фільму, він погано зайшов у прокат та отримав неоднозначні відгуки критиків. Разом з тим, Хан отримала переважно позитивні відгуки щодо її виступу, критики відзначили її впевненість, ставлення до гри та сексуальну привабливість. Раджі Сен сподобався образ Джіа, спокусливої, вільної дівчини-підлітка, назвавши її виступ «нюансним» та «винятковим». Таран Адарш погоджується, кажучи, що «Новачок Джіа Хан є надзвичайно впевненою в собі. Наповнена відданістю справі та сексуальною привабливістю, новенька розквітає та неймовірно талановито грає свою роль. Її сцени з Баччаном чудові!» Радєєв Массанд додає, що вона «ідеально пасує» для фільму. Вона також була номінована на премію за найкращий жіночий дебют фільму, проте програла Діпіка Падуконе за «Ом Шанті Ом».

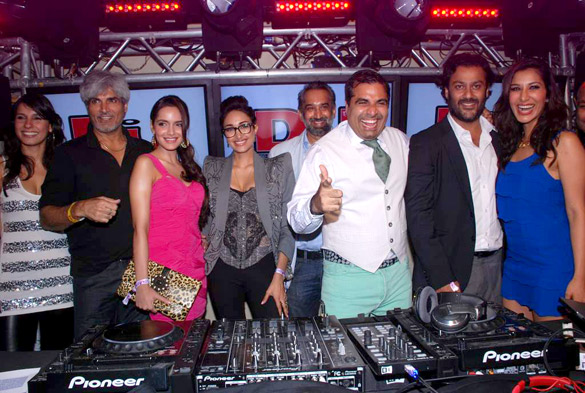
Хан із Шазаном Падамсее, Шайлендра Сінгх, Абхішек Капур та Софі Хоудрі під час випуску журналу DJ Magazine у 2012 році.

У наступному році вона з'явилася разом з Аміром Ханом і Асин в психологічному трилері Ghajini, індійському римейку свого тезки. Хан зграла Суніту, студентку-медика, яка досліджує історію Санджай Сінгханії, зображену Ааміром Ханом. Фільм отримав високі оцінки критиків і став найвидатнішим боллівудським фільмом 2008 року. Виступ Хани привернув неоднозначні відгуки, критики погодилися з тим, що її роль була «схематичною». Незважаючи на це, Суканя Верма робить комплімент її виступу, коментуючи, що Хан «продовжує вражати як вишукана та виразна актриса».
У 2010 році Хан майже завершила фільмування танцювального фільму «Шанс Пе Танц» навпроти Шахіда Капура, коли режисер Кен Гош попросив її покинути фільм і її замінила Женелія Де Соуза. Режисер сказав, що вона мала занадто близькі стосунки з Капуром і не робила свою роботу добре. Однак після виходу фільму Хан сказала, що її попросили піти, оскільки режисер її недолюблював. Капур повідомив про заміну, коли Д'Соза вже прийшла на знімальний майданчик. Далі Капур заявив, що у нього немає ким замінити Хану. Фільм був провальним з погляду касових зборів, згодом Хан зізналася, що була щасливою що не знімалася в ньому. У тому ж році, Хан в останній раз з'явилась в другорядній ролі Девіки К. Самтані, екс-дружини персонажу Акшая Кумара, у фільмі Саджіда Хана «Housefull» за участі акторів Арджуна Рампала, Рітеіш Дешмука, Падукон та Лару Дутта. Після презентації, Housefull отримав негативні відгуки, хоча гра Хани отримала гарні відгуки. На комерційному рівні фільм добре себе зарекомендував і став найпотужнішим боллівудським фільмом року. Хан була підписана на знімання в кількох фільмах, серед яких Aap Ka Saaya Удхаса Сінгха, де вона повинна була грати дружину Ранбіра Капура. На жаль, цей фільм не вдалося завершити.

## Смерть
3 червня 2013 року її знайшли повішеною на стельовому вентиляторі у власній спальні. Джіа Хан померла між 23:00 та 23:30 у своїй резиденції в Джуху, Мумбаї, у понеділок, 3 червня 2013 року. Її матері та сестер тоді не було вдома. 

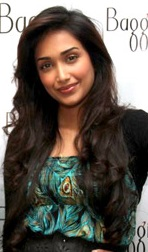
Хана в Лондоні в 2009 році.

Розтин був зроблений в лікарні JJ у місті Бикулла. В середу, 5 червня 2013 року близько 7:00 ранку її тіло було доправлено до резиденції. Того ж дня на Сонапурі Кабар-Валла Масджид відбулася її Намаз-е-Джаназа (похоронна молитва) і Джіа поховали на мусульманському кладовищі Джуху після молитви Джур за ісламськими обрядами. Зірки Боллівуду Аамір Хан, Кіран Рао, Райтеш Дешмух, Сіддхарт Малліа, Софі Хоудрі, Урваші Долакія, Прем Чопра, Ранджіет, Діпак Парашар, Санджай Хан та Нагма були вражені її трагічною смертю.
7 червня 2013 року сестра Джіа знайшла передсмертну записку на шести сторінках, яку нібито було адресовано її хлопцеві Сорадж Панчолі. У листі зазначається, що Хан мала намір закінчити своє життя. Родичка оприлюднила стенограму зі згадуванням нещодавнього аборту. Однак пізніше мати Джіа сказала, що передбачувані події не складалися в єдиний пазл, і що вона підозрює, що там не було всієї правди. 8 червня 2013 року в медичному клубі Vile Parle відбулось молитовне вшанування Джіа Хан та її родини. В ньому брали участь актори Боллівуду Аамір Хан, Діпіка Падуконе, Рендхір Капур, Пратеїк Баббар, Санджай Капур, Швета Пандіт, Кіран Рао, Урваші Долакія, Раньєет, Діпак Парашар, Санджай Хан та Нагма.
У 2013 році смерть Хан була визнана самогубством. Це підтвердилось у 2016 році після детального розслідування Центральним бюро розслідувань (CBI) та слуханням у Вищому суді в Бомбеї.
Соорадж Панчолі, син Адітьї Панчолі, хлопець Джіа Хан, був узятий під варту в ході розслідування її самогубства 10 червня 2013 року. 2 липня 2013 року Вищий суд Бомбея дав йому заставу. 3 липня 2014 року, через рік після смерті Хан, Вищому суду Центрального бюро розслідувань (CBI) було доручено подальше розслідування її смерті.
Вищий суд після запиту від Верховного Суду щодо прискорення процесу провів слухання з цього питання, які розпочалися 7 червня 2016 року. 1 серпня 2016 року ЦБІ відкинуло версію вбивства у цій справі. Відповідно до його розслідувань, причиною смерті Джіа було «самогубство через повішення». Мати Хан, Рабіа, самостійно найняла британського експерта з криміналістики Джейсона Пейн-Джеймса, який у звіті 20 вересня 2016 року зробив висновок, що повішення Хан було сфальсифікованим, а сліди на обличчі та шиї свідчать, що це не просто самогубство.
У 2017 році мати Джіа продовжувала стверджувати, що дочку вбив її хлопець, актор Сорадж Панчолі, а також, що він впливає на прокуратуру задля недопущення звинувачення у вбивстві та сексуальному насильстві.
У січні 2017 року, майже через чотири роки після її смерті, обвинувачення висунуло звинувачення проти Соорай Панчолі щодо тілесної наруги та вбивства.
31 січня 2018 року, майже через п'ять років після її смерті, суд у Мумбаї звинуватив Сорадж Панчолі у причетності до самогубства Хан. ЦБІ подав список із 69 свідків, серед яких мама Джіа Хан Рабіа є позивачкою, і справа має розпочатися у березні 2018 року.

## Досягнення
- 2007 рік — отримала свою першу роль у фільмі Рама Гопала Верми «Не просто вірте в любов», за яку вона була номінована на премію Filmfare Award за найкращий жіночий дебют.
- 2008 рік — її відзначили за зображення другорядної ролі сучасної незалежної жінки в Гаджіні, яка була найдорожчою стрічкою Боллівуду 2008 року. Її гра у фільмі була високо оцінена.
- 2010 рік — після дворічної відсутності у зніманнях вона отримала похвалу за свою комічну роль у романтичній комедії «Повний дім», що був п'ятим найпопулярнішим фільмом у Боллівуді 2010 року.[48]

## Спадщина
Епізод телесеріалу Йе Хай Аашікі був заснований на самогубстві Джіа Хана, де Міхіка Верма та Рітвік Джанджані зіграли головних персонажів.

## Фільмографія
Протягом свого життя актриса знялася лише у трьох фільмах.
| Рік  | Фільм                   | Роль              | Примітки                                                                                         |
| ---- | ----------------------- | ----------------- | ------------------------------------------------------------------------------------------------ |
| 2007 | Не просто вірте в любов | Цзя               | Номінований — Премія кінофестивалю за найкращий жіночий дебют. Також ремейк на пісню «Take Lite» |
| 2008 | Гаджіні                 | Суніта            |                                                                                                  |
| 2010 | Повний дім              | Девіка К. Самтані |                                                                                                  |